# دونگا سابانتا
دونگا سابانتا (به صربی: Donja Sabanta) یک منطقهٔ مسکونی در صربستان است که در Pivara Municipality واقع شده‌است. دونگا سابانتا ۶۵۱ نفر جمعیت دارد.